# Fuscabaardman
De fuscabaardman (Umbrina ronchus) is een straalvinnige vissensoort uit de familie van ombervissen (Sciaenidae). De wetenschappelijke naam van de soort is voor het eerst geldig gepubliceerd in 1843 door Valenciennes.